# Courléon
Courléon is een gemeente in het Franse departement Maine-et-Loire (regio Pays de la Loire) en telt 135 inwoners (2004). De plaats maakt deel uit van het arrondissement Saumur.

## Geografie
De oppervlakte van Courléon bedraagt 13,8 km², de bevolkingsdichtheid is 9,8 inwoners per km².
De onderstaande kaart toont de ligging van Courléon met de belangrijkste infrastructuur en aangrenzende gemeenten.

## Demografie
Onderstaande figuur toont het verloop van het inwonertal (bron: INSEE-tellingen).